# Cabo Silleiro
Cabo Silleiro är en udde i Spanien.   Den ligger i provinsen Provincia de Pontevedra och regionen Galicien, i den nordvästra delen av landet, 500 km väster om huvudstaden Madrid.
Terrängen inåt land är kuperad åt sydost, men åt nordost är den platt. Havet är nära Cabo Silleiro åt nordväst. Runt Cabo Silleiro är det ganska tätbefolkat, med 80 invånare per kvadratkilometer. Närmaste större samhälle är Vigo, 19,8 km nordost om Cabo Silleiro. I omgivningarna runt Cabo Silleiro växer i huvudsak blandskog.